# Jianhua
Jianhua (en chino, 建华; pinyin, Jiànhuá, léase Chián-Juá) es un distrito urbano bajo la administración directa de la Prefectura Qiqihar en la Provincia de Heilongjiang, República Popular China.  Su área es de 120 km² y su población total para 2010 superó los 250 mil habitantes. 

## Administración
Desde julio de 2023, el  Distrito Jianhua  se divide en 6 pueblos que se administran en 5 subdistritos y 1   poblado.